# Janvier 1936
Cette page présente les faits marquants du mois de janvier 1936.

## Événements
- Janvier - avril : la Syrie est en situation quasi insurrectionnelle au début de l’année. La grève générale est décrétée par le Bloc national le 27 janvier. Le pays est paralysé pendant 36 jours. La France impose la loi martiale et procède à de nombreuses arrestations, mais doit céder en février. Elle renvoie le gouvernement Tajj al-Din, libère les prisonniers et ouvre des négociations avec le Bloc national. Elle s’engage à rétablir la vie constitutionnelle, à favoriser l’unité de la Syrie et à conclure un traité analogue au traité britanno-irakien. Les négociations s’ouvrent en avril à Paris et sont interrompues jusqu’à l’été en raison des élections françaises du printemps.

- 4 janvier : premier vol du bombardier en piqué embarqué Vought SB2U Vindicator.

- 7 janvier, Espagne : dissolution des Cortés.

- 7 - 8 janvier[1] : grève générale à Buenos Aires. Apogée de l’agitation ouvrière en Argentine, qui décline jusqu’en 1943. À partir de 1937, l’État intervient de plus en plus dans la prévention et le règlement des conflits sociaux.

- 9 janvier : fabrication en série du bombardier Heinkel He 111 en Allemagne.

- 10 janvier, France : loi du 10 janvier 1936 de dissolution des Ligue d'extrême droite.

- 12 janvier, France : publication du programme du Front populaire.

- 14 janvier : Howard Hughes relie Los Angeles et New York en 9 heures et 26 minutes.

- 15 janvier, Espagne : programme commun des formations de gauche.

- 17 janvier, France : fin du procès des personnes impliquées dans l’affaire Stavisky. Neuf condamnations et onze acquittements.

- 19 janvier, France : Édouard Daladier succède à Édouard Herriot à la tête du Parti radical-socialiste.

- 20 janvier : règne d’Édouard VIII, roi du Royaume-Uni (fin le 11 décembre).

- 24 janvier, France : Albert Sarraut Président du Conseil (2).

- 26 janvier : en Grèce, monarchistes et vénizélistes se partagent les sièges aux législatives.

## Naissances
- 4 janvier : Gianni Vattimo, philosophe et homme politique italien († 19 septembre 2023).
- 5 janvier : Birago Balzano, dessinateur de bandes dessinées érotiques italien. On lui doit les personnages de Zara la vampire et de son amie Frau Murder.
- 7 janvier : François Saint Macary, évêque catholique français, archevêque de Rennes († 26 mars 2007).
- 12 janvier : Liliana Cavani, réalisatrice italienne.
- 22 janvier : Juliette Mayniel, actrice française († 21 juillet 2023).
- 23 janvier : Horst Mahler, avocat allemand († 27 juillet 2025).
- 25 janvier : Francis Wodié, homme politique ivoirien († 3 juillet 2023).
- 27 janvier : Troy Donahue, acteur américain († 2 septembre 2001).
- 28 janvier : 
  - Albert Rouet, évêque catholique français, archevêque de Poitiers.
  - Alan Alda, acteur, écrivain, réalisateur et homme politique américain.
  - Bill Jordan, baron Jordan, pair et homme politique britannique.
- 29 janvier : Patrick Caulfield, peintre britannique († 29 septembre 2005).
- 31 janvier : 
  - Lester Sterling, musicien jamaïcain († 16 mai 2023).
  - Philippe Laudenbach, acteur français († 22 avril 2024).

## Décès
- 2 janvier : Jules Destrée, homme politique belge (° 21 août 1863).
- 8 janvier : John Augustus Barron, politicien.
- 9 janvier : John Gilbert, acteur américain.
- 10 janvier : Walter Maxfield Lea, premier ministre de l'Ile-du-Prince-Édouard.
- 16 janvier : Albert Fish, tueur en série américain (° 19 mai 1870).
- 18 janvier : Rudyard Kipling, écrivain britannique, auteur du Livre de la jungle (° 30 décembre 1865).
- 20 janvier : George V, roi du Royaume-Uni (° 3 juin 1865)
- 23 janvier : Edmond Aman-Jean, peintre, graveur et critique d'art français (° 12 novembre 1858).